# Paragua (Caroni)
Paragua (es. Rio Paragua) je rijeka u Venezueli, najveća pritoka rijeke Caroni. Pripada porječju rijeke Orinoco.
Rijeka izvire u planinama Sierra Marutani, uz brazilsku granicu, teče kroz središte savezne države Bolívar, a njeno porječje pokriva ekoregiju Vlažne šume Gvajanskog visočja.